# Кожистые черепахи
Кожистые черепахи (лат. Dermochelyidae) — семейство очень крупных морских черепах из подотряда скрытошейных. Единственный современный вид — кожистая черепаха, является самой крупной современной черепахой: у крупнейшего измеренного экземпляра полная длина тела составляла 2,6 м, размах передних ласт — 2,5 м, а масса 916 кг. По другим данным, длина тела этих черепах достигает 2,5 метров, размах передних ласт — 5 м, а масса — 600 кг.
Панцирь кожистых черепах не связан со скелетом и состоит из маленьких костных пластинок, соединённых между собой, наиболее крупные из которых формируют продольные гребни. Роговых щитков нет, панцирь покрыт плотной кожей, возможно, образованной сросшимися роговыми щитками.
Первые представители семейства появились в кампанском веке мелового периода (около 83,6 млн лет назад).

## Классификация
Классификация по работе Hirayama и Tong в 2003 года:
- † Arabemys crassiscutata
- † Corsochelys haliniches
- † Eosphargis breineri
- † Mesodermochelys undulatus
- † Ocepechelon bouyai[8]
- Подсемейство Dermochelyinae[9]
  - † Cosmochelys
  - Dermochelys coriacea[9]
  - † Psephophorus

По данным сайта Fossilworks, на декабрь 2016 года в семейство включают 7 вымерших родов:
- † Arabemys Tong et al., 1999
- † Egyptemys Wood et al., 1996
- † Eosphargis Lydekker, 1889
- † Maorichelys Karl & Tichy 2007
- † Psephophorus von Meyer, 1847
- † Turgaiscapha Averianov, 2002
- Подсемейство Dermochelyinae
  - † Cosmochelys Andrews, 1920